# جایزه طلایی من بوکر
جایزه طلایی من بوکر (به انگلیسی: The Golden Man Booker) که به نام جایزه بوکر طلایی هم شناخته می‌شود، یک جایزه ویژه ای بود که در سال ۲۰۱۸ به مناسبت پنجاهمین سالگرد جایزه بوکر به بهترین برنده ۵ دهه گذشته این رویداد ادبی داده شد. پنج داور، کتاب‌های برنده شده در دهه‌های گذشته را می‌خوانند و هر کدام یک کتاب را به عنوان نامزد دریافت جایزه معرفی می‌کنند و سپس با رای‌گیری عمومی برنده نهایی مشخص می‌شود. رمان بیمار انگلیسی اثر مایکل اونداتیه در تاریخ ۸ ژوئیه ۲۰۱۸ به عنوان بنده نهایی معرفی شد.

## داورها
- رابرت مک‌کرام (دهه ۱۹۷۰)
- لمن سیسای (دهه ۱۹۸۰)
- کامیلا شمسی (دهه ۱۹۹۰)
- سیمون هویو (دهه ۲۰۰۰)
- هولی مک‌نیش (دهه ۲۰۱۰)

## آثار نامزد شده
- ۱۹۷۱ در یک کشور آزاد اثر وی. اس. نایپل
- ۱۹۸۷ ببر ماه اثر پنه‌لوپه لایولی
- ۱۹۹۲ بیمار انگلیسی اثر مایکل اونداتیه
- ۲۰۰۹ تالار گرگ اثر هیلاری منتل
- ۲۰۱۷ لینکلن در باردو اثر جورج ساندرز